# George – Der aus dem Dschungel kam
George – Der aus dem Dschungel kam (Alternativtitel: George, der aus dem Dschungel kam; Originaltitel: George of the Jungle) ist eine US-amerikanische Abenteuerkomödie aus dem Jahr 1997. Regie führte Sam Weisman, das Drehbuch schrieben Dana Olsen und Audrey Wells.

## Handlung
Die Amerikanerin Ursula Stanhope unternimmt eine Reise nach Afrika. Ihr Verlobter Lyle van de Groot kommt sie mit Max und Thor besuchen. Als der Expeditionsführer Kwame die Legende über den "weißen Affen" erzählt, setzten sich Lyle und seine Helfer in den Kopf, ihn zu fangen und zu verkaufen. Lyle und Ursula gehen durch den Wald, als sie von einem Löwen angegriffen werden. Lyle läuft davon, um Hilfe zu holen. George, der als Baby bei einem Flugzeugabsturz in Afrika zurückblieb und von dem Gorilla Ape aufgezogen wird, rettet sie.
Stanhope freundet sich mit George an und lernt einige der im Dschungel lebenden Tiere kennen. Zum Beispiel den Elefanten, der glaubt ein Hund zu sein. Stanhope bringt George zu sich nach San Francisco, wo sie ihn in die Gesellschaft einführt. Währenddessen versuchen Max und Thor, Ape gefangen zu nehmen, nachdem sie ihn sprechen hörten. Sie werden festgenommen und etwas später freigelassen.
Ursulas Mutter Beatrice Stanhope fürchtet, die Freundschaft von Ursula und George könne die von Beatrice angestrebte Ehe ihrer Tochter mit Lyle van de Groot gefährden. Ursula stellt fest, dass sie George liebt. George wird benachrichtigt, dass Max und Thor erneut Ape verfolgen. Er kehrt nach Afrika zurück und rettet Ape.
Ursula reist erneut nach Afrika. Lyle van de Groot folgt ihr und entführt sie. Er und seine Helfer werden jedoch von George überwältigt. George und Ursula heiraten im Dschungel und bekommen ein Baby. Ape hat eine eigene Show in Las Vegas, in der später Max und Thor auftreten.

## Kritiken
Roger Ebert schrieb in der Chicago Sun-Times vom 16. Juli 1997, der Film mäandere lange Zeit und zwischendurch komme ein „großer Lacher“. Er sei „gutmütig“ und „leicht vulgär“ in der Art von Jim Carrey. Die Darstellungen seien gut.

„Eine nach Comic-Vorlagen erstellte Klamotte, die Komik mit Albernheit verwechselt und mit übersteigertem Slapstick krampfhaft die Aufmerksamkeit ihrer jungen Zielgruppe sucht.“

## Auszeichnungen
Der Film wurde im Jahr 1998 als Bester Fantasyfilm für den Saturn Award nominiert. Brendan Fraser wurde 1998 für den Blockbuster Entertainment Award nominiert. Marc Shaiman gewann 1998 den Film and Television Music Award der American Society of Composers, Authors and Publishers.

## Hintergründe
Der Film wurde in San Francisco, in Los Angeles, in Las Vegas und in Hawaii gedreht. Seine Produktionskosten betrugen schätzungsweise 55 Millionen US-Dollar. Der Film spielte in den Kinos der USA etwa 105,26 Millionen US-Dollar ein.
Der Film basiert auf einer Zeichentrickserie aus dem Jahr 1967. 2007 entstand eine weitere Zeichentrickserie.

## Fortsetzung
2003 wurde die Fortsetzung George – Der aus dem Dschungel kam 2 inszeniert. Der Film wurde direkt auf Video bzw. DVD veröffentlicht.